# Termitaradus mexicana
Termitaradus mexicana är en insektsart som först beskrevs av Filippo Silvestri 1911.  Termitaradus mexicana ingår i släktet Termitaradus och familjen Termitaphididae. Inga underarter finns listade i Catalogue of Life.